# أليخاندرو أرامبورو
أليخاندرو أرامبورو (بالإسبانية: Alejandro Aramburu)‏ مواليد 14 فبراير 1969 في ليما، هو لاعب كرة مضرب بيروفي سابق وكان يلعب باليد اليمنى. أعلى تصنيف له في الفردي كان المركز الـ 141 في سنة 1989. أعلى تصنيف له في الزوجي كان المركز الـ 319 في سنة 1998.

## روابط خارجية
- أليخاندرو أرامبورو على موقع رابطة محترفي التنس (الإنجليزية)
- أليخاندرو أرامبورو على موقع الاتحاد الدولي لكرة المضرب (الإنجليزية)
- أليخاندرو أرامبورو على موقع كأس ديفيز (الإنجليزية)
- أليخاندرو أرامبورو على موقع خلاصة التنس.كوم (الإنجليزية)